# بيزيناس
بيزيناس هي بلدية فرنسية تقع في جنوب إقليم إيرو، في منطقة قسطانية.